# 組織學習
「學習」一詞最早出現在組織理論是賽蒙(H. Simon)在1953年探討美國經濟合作管理局組織成立的文章。賽蒙認為政府組織重組的過程即一種學習的過程。
希爾特(R. Cyert)和馬區(J. March)於《商業組織的行為理論》一書之中，把組織學習一詞列在探討組織理論的基本概念。正式把組織學習當作「理論」研究，是甘吉洛西(E. Cangelosi)、迪爾(W. Dill)，兩人於1965年在《管理科學季刊》發表〈組織學習:對理論的觀察〉一文。
阿吉利斯(C. Argyris)、熊恩(D. Schon)兩人於1978年著《組織學習:行動理論之觀點》一書最具代表性。他們認為組織學習的意義為:「組織學習是為了促進長期效能和生存發展，而在回應環境變化的實踐過程之中，對其根本信念、態度行為、結構安排所為的各個調整活動；這些調整活動藉由正式和非正式的人際互動來實現。」